# Hydraena tricantha
Hydraena tricantha är en skalbaggsart som beskrevs av Peter Zwick 1977. Hydraena tricantha ingår i släktet Hydraena och familjen vattenbrynsbaggar. Inga underarter finns listade i Catalogue of Life.